# Jeremiasz Anchimiuk

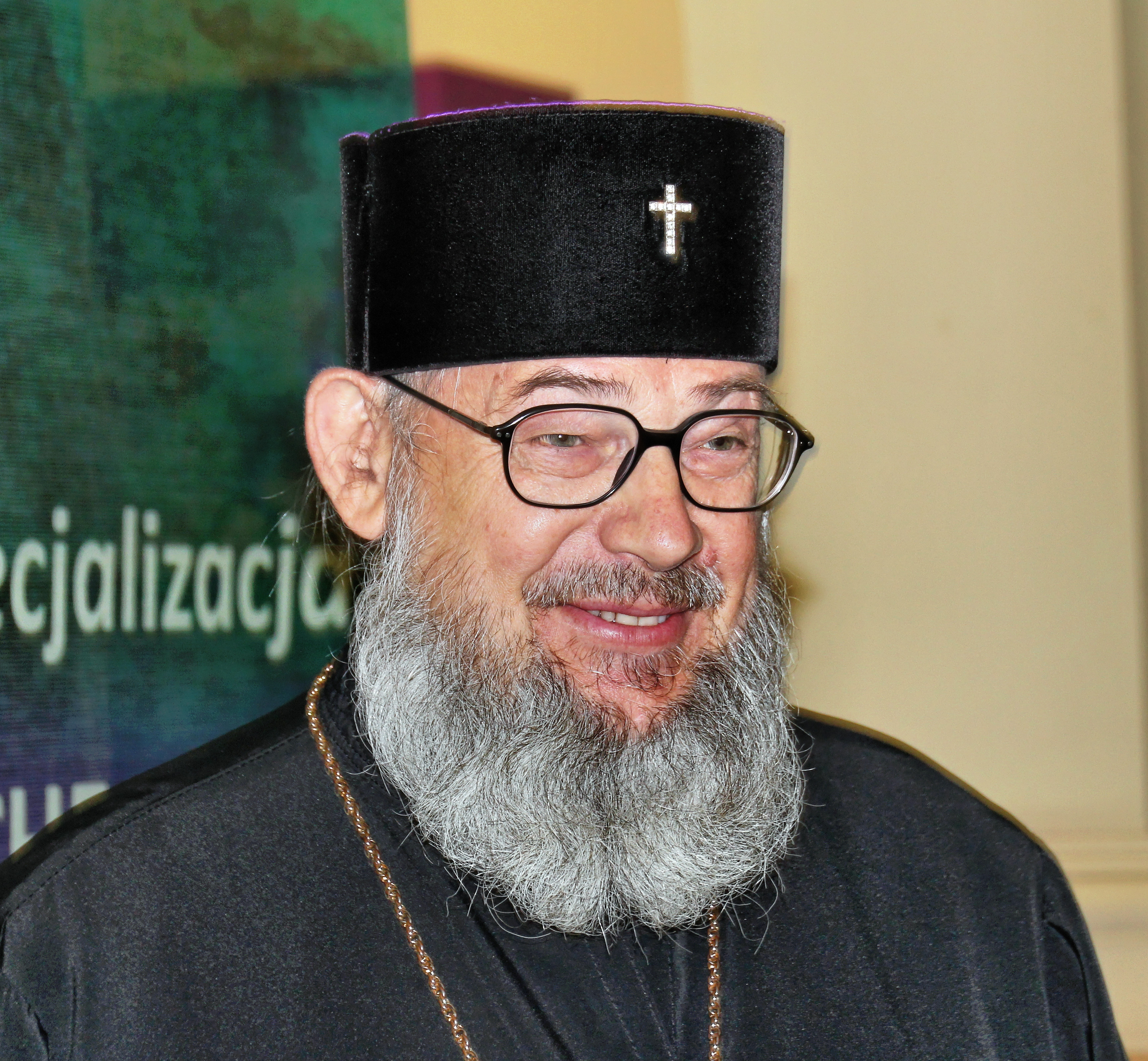
Înaltpreasfințitul Jeremiasz, Arhiepiscop de Warzwa 2011

Jeremiasz Anchimiuk (n. 3 octombrie 1943, d. 17 aprilie 2017) a fost un arhiepiscop al Bisericii Ortodoxe Poloneze.
A studiat teologia ortodoxă în Varșovia și Zagorsk. Mai târziu și-a aprofundat cunoștințele la Facultatea de Teologie Protestantă din Zürich. Începând din 1968 preda la Academia Teologică din Varșovia. În 1981 a devenit profesor titular al catedrei pentru studiul Noului Testament iar în perioada 1996 – 2001 a fost rectorul Academiei Teologice. Din 1982 lucrează, în cadrul unei comisii interconfesionale, la editarea unei traduceri ecumenice a Bibliei în poloneză. 
În 1983 a întrat în viața monahală și a fost foarte curând hirotonit ca Arhiepiscop de Wrocław – Szczecin.
Între 1975 -1991 a lucrat în cadrul comitetului central al Consiliului Ecumenic al Bisericilor. Datorită activității de până atunci i a fost încredințată de către Sfântul Sinod al Bisericii Ortodoxe din Polonia coordonarea activității ecumenice a Bisericii Ortodoxe din Polonia. Jeremiasz Anchimiuk a fost membru al Comisei Internaționale de Dialog Catolic-Orthodox. Din 2002 Jeremiasz Anchimiuk a fost președintele Polska Rada Ekumeniczna (Consiliul Ecumenic Polonez).